# Nanning
Nanning är en stad på prefekturnivå och huvudstad i den autonoma regionen Guangxi i södra Kina. I Nanning är de vanligaste språken mandarin och kantonesiska.

## Historia
Staden grundades år 214 f.Kr. av kejsaren Qin Shi Huang. 
Det gamla Nanning var kvadratiskt byggt och omgivet av en 1,5 km lång mur. Före Taipingupproret var det en betydande handelsstad, där opium och metaller var viktiga varor.
Stadens namn betyder "pacificering av södern".
Orten öppnades för utrikeshandel 1907 enligt ett fördrag med Storbritannien.
Under 1900-talet började Nanning överta rollen som provinshuvudstad i Guangxi och efter Folkrepubliken Kinas grundande 1949 blev Nanning permanent huvudstad i provinsen och senare den autonoma regionen.

## Administrativ indelning

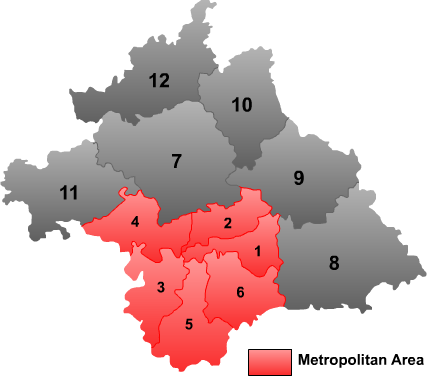
Nannings indelning.

Nanning består av sju stadsdistrikt och fem härad:
1. Stadsdistriktet Qingxiu (青秀区), 872 km², cirka 440 000 invånare;
2. Stadsdistriktet Xingning (兴宁区), 751 km², cirka 260 000 invånare;
3. Stadsdistriktet Jiangnan (江南区), 1 154 km², cirka 360 000 invånare;
4. Stadsdistriktet Xixiangtang (西乡塘区), 1 118 km², cirka 660 000 invånare;
5. Stadsdistriktet Liangqing (良庆区), 1 369 km², cirka 290 000 invånare;
6. Stadsdistriktet Yongning (邕宁区), 1 295 km², cirka 320 000 invånare;
7. Stadsdistriktet Wuming (武鸣区), 3 367 km², cirka 650 000 invånare;
8. Häradet Heng (横县), 3 464 km², cirka 108 000 invånare;
9. Häradet Binyang (宾阳县), 2 314 km², cirka 980 000 invånare;
10. Häradet Shanglin (上林县), 1 876 km², cirka 460 000 invånare;
11. Häradet Long'an (隆安县), 2 264 km², cirka 370 000 invånare;
12. Häradet Mashan (马山县), 2 345 km², cirka 500 000 invånare.

## Ekonomi
Jordbruket i Nanning upptar en yta på 1028 km². Här odlas sockerrör, bananer, mango, ananas, te, vindruvor och grönsaker .

## Klimat
Genomsnittlig årsnederbörd är 2 017 millimeter. Den regnigaste månaden är augusti, med i genomsnitt 423 mm nederbörd, och den torraste är januari, med 34 mm nederbörd.